# Oussama Tannane
Oussama Tannane (àrab: أسامة طنان, Usāma Ṭannān) (Tetuan, Marroc, 23 de març de 1994) és un futbolista professional marroquí que juga com a migcampista pel club Umm Salal. Ha estat internacional amb la selecció marroquina.

## Carrera
Tannane va debutar a l'Eredivisie amb el SC Heerenveen la temporada 2012-2013. Al final de la temporada, fou descartat, i va fitxar per l'Heracles Almelo.
El 22 d'agost de 2015, Tannane va marcar quatre gols en mitja part en un partit que l'Heracles va guanyar per 6–1 a fora contra el SC Cambuur-Leeuwarden.

### Saint Étienne
Tannane va fitxar per l'AS Saint-Étienne de la Ligue 1 el gener de 2016. En el seu primer partit amb l'AS Saint-Étienne, va marcar un gol, i va fer dues assistències, en un partit que guanyà per 4–1 contra el Girondins de Bordeus.

#### Las Palmas (cedit)
L'1 de setembre de 2017, Tannane fou cedit a la UD Las Palmas de La Liga per un any, amb opció a compra.

## Internacional
Tannane va néixer al Marroc, però va emigrar als Països Baixos a un any d'edat. Va jugar en categoria sub-21 amb la selecció dels Països Baixos. El març de 2016, fou convocat amb la selecció marroquina per jugar contra Cap Verd en un partit de classificació per la Copa d'Àfrica de Nacions 2017. Va debutar el 26 de març en una victòria per 1-0.